# مساحات غير معشبة

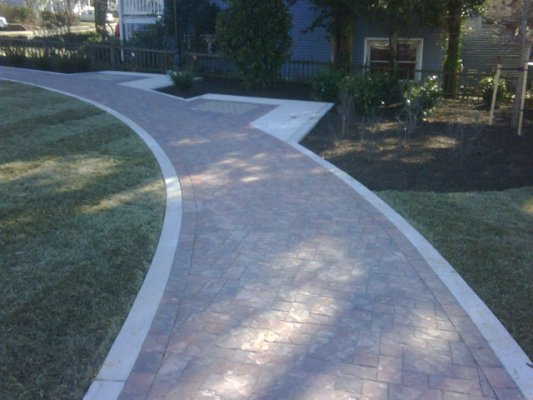
الأرصفة هي شكل شائع من المساحات غير المعشبة

المساحات غير المعشبة والتي تشير إلى مواد المناظر الطبيعية الصلبة في مباني البيئة الحضرية التي يتم دمجها في المناظر الطبيعية، وهذا يتَضَمن المناطق المعبدة والمداخل والجدران الإسنادية والسلالم وممرات المشي، ومناظر طبيعية أخرى مصنوعة من مواد تتسم بالصلابة والمقاومة كالخشب والحجر والخرسانة، وعكس المساحات غير المعشبة هي عناصر بستانية حية وهي العناصر البستانية للمناظر الطبيعية.
المناظر الطبيعية الصلبة تتضمن المشاريع التي تغطي الفناء كامل وهو مهم قبل إضافة العناصر البستانية الحية للمكان، وهي أيضاً تغير أساس الفناء، الطوب والإسمنت إذا جاز التعبير، وبعد أن تصبح جاهزةً فقط يمكن لمنسق الحدائق أن يبدأ بالتركيز على سمات العناصر البستانية الحية للفناء، كالحديقة وزراعة الزهور والأشجار والشجيرات، امتصاص الماء ميزة مهمة في المناظر الطبيعية الصلبة- شيء ذو أهمية كبيرة بالنظر إلى المناخ، ويجب التأكد من أن لا داعي للقلق من وجود مشكلة حول الماء في المناظر الطبيعية الصلبة بعد هطول الأمطار الغزيرة أو الثلوج، فالامتصاص الصحيح للماء وشبكة الري الموجودة داخل المناظر الطبيعية الصلبة مشبوكة مع مواد صلبة تنقل بأمان المياه بعيداً عن العقار، يمكنه تأكيد أن حركة التربة ليست مشكلة على الإطلاق، وهذا يبقي الفناء مكاناً أكثر جفافاً ومتعة، بدلاً من مستنقعٍ رطب وموحل، وهناك كثيرٌ من الخيارات لعناصر بستانية حية يمكن أ نتحقق ذلك، ولكن معظمه يتحقق عبر المناظر الطبيعية الصلبة.
من جهة التخطيط الحضري، تتضمن المناظر الطبيعية الصلبة فوائد كبيرة، كالطرق المعبدة والمداخل والنوافير وأيضاً البرك الصغيرة أو الأحواض التي لا تتجاوز ارتفاع أمانٍ معين، معظم معالم المياه تعتبر مناظر طبيعية صلبة لأنها تتطلب حاجزاً للاحتفاظ في الماء، بدلاً من تركها تُستنزف في التربة المحيطة.
تسمح المساحات غير المعشبة بإقامة ميزات تنسيق الحدائق من صنع الإنسان والتي من الممكن أن تكون مستحيلة بسبب تعرية التربة، وتتضمن تلك التي تعوض عن كمياتٍ كبيرةٍ من الحركة البشرية التي من شأنها أن تسبب التآكل للأرض أو العشب، على سبيل المثال الميزات العمودية المطلقة ممكنة.
من دون تربةٍ عاريةٍ قريبة أو قنواتِ صرفٍ طبيعية أو مستنقعات أو قنوات تصريف، تتطلب المساحات غير المعشبة مع سطحٍ غير نفاذ طرقاً صناعيةً لتصريف المياه أو صرفٍ سطحي ليحمل المياه التي عادةً تمتصها الأرض كمياهٍ جوفية وتمنع التآكل المبكر لها، فالنقص في الكفاءة أو التخطيط السيء أو التدرج في السطح، يمكن التسبب بمشاكل بعد عدة عواصف أو فترات طويلة من تساقط الأمطار، كالفيضانات والانجرافات والتدفقات الطينية والمجاري والتآكل المتسارع والتعفن الرطب للعناصر الخشبية وغرق الأشجار والشجيرات، وحتى مشاكل الأساسات القريبة للمنازل، كالشقوق في الأساسات وفيضانات القبو نتيجةً لتسرب المياه وتسلل الآفات كالنمل، وحشراتٍ أخرى يمكنها الدخول عبر المناطق المتدمرة.

## اللوائح والتراخيص

### أستراليا
تنظيم المساحات غير المعشبة وتنسيقها في كوينزلاند في أستراليا هي مؤهل مرخص له باسم تهيئة المناظر الطبيعية الهيكلية، وهي مقسمة إلى فئتان من التراخيص: مقاول تجارة هندسة المناظر الطبيعية، وباني يقتصر على المناظر الطبيعية الإنشائية، يشار إليها باسم الرجل الذي يمتهن كل الحرف نظراً لنطاقها الكبير من الأعمال، وتشمل هذه التراخيص التشجير الإنشائي وإنشاء وتصنيع الأسوار وأماكن ركن السيارات والمسطحات والرصف وبناء الجدران الإسنادية.